# Diamesa sakartvella
Diamesa sakartvella är en tvåvingeart som beskrevs av Kownacki 1973. Diamesa sakartvella ingår i släktet Diamesa och familjen fjädermyggor. Inga underarter finns listade i Catalogue of Life.